# Počkej na mě, Radko!
Počkej na mě, Radko! je dívčí román české spisovatelky Lenky Lanczové. Kniha byla vydána v roce 1992 nakladatelstvím Art Propag. Druhé vydání se uskutečnilo v roce 1996 v nakladatelství Víkend. Jedná se o první díl z trilogie o Radce. Román je zároveň autorčinou prvotinou. Kniha vypráví o první lásce šestnáctileté Radky, která pochází z bohaté rodiny a zamiluje se do Pavla, mladíka se špatnou pověstí a z chudých poměrů.

## Děj
Radka je šestnáctiletá studentka obchodní akademie žijící v bohaté rodině tzv. maloměstské smetánce. Díky výchově rodičů, především matky, je Radka snobská, povrchní, rozmazlená a namyšlená dívka. Nevychází se spolužáky ani se spolubydlícími na internátu. Ráda využívá protekce, kterou má díky vysokému postavení jejího otce. Má jen jedinou kamarádku sousedku Karolínu.
Příběh začíná oslavou Radčiných narozenin, kde se nečekaně objeví městem nechvalně známý Pavel. Obyvatelé Račic jej považují především za zloděje, jelikož na střední škole se ztracené peníze jednoho studenta objevily právě v batohu Pavla. Přesto, že se mu nic nedokázalo, většina lidí ho zavrhla. Pavel Radku zaujme na první pohled a okamžitě mezi nimi přeskočí jiskra, jelikož Radka nemá tušení o koho se jedná. Jakmile se to dozví, začne mít předsudky, ale i tak jí Pavel něčím přitahuje. Postupem času se nakonec spřátelí až to přeroste v lásku. Zároveň díky Pavlovi mění Radka svůj charakter k lepšímu. Kvůli zcela odlišných světů, ze kterých oba pochází jejich vztah provází spoustu komplikací a překážek. Největší překážkou jsou hlavně Radčiny rodiče. Když přijdou na to, že Radka chodí právě s Pavlem, okamžitě jí ho zakážou. Aby spolu mohli být, vypátrá Radka pravého zloděje peněz ze střední. Je jím bratr Karolíny, Vojtěch Mach, který to udělal, protože Pavla nenáviděl. I přesto, že Radka dokáže Pavlovu nevinu, její rodiče jsou stále proti, jelikož Pavel nepochází z vážené rodiny. Teprve nemoc Radky dovede její matku s otcem k povolení vztahu.

## Postavy
- Radka Stachová
- Pavel Král
- Tomáš Stach
- Karolína Machová
- Vojtěch Mach

## Přijetí díla
René Ditmar ve své recenzi v časopisu Zlatý máj uvedl, že kniha působí sympaticky a uchází se čestně o přízeň svých čtenářek. „Zprvu rozmazlená a samolibá Radka se v průběhu děje má pod Pavlovým vlivem měnit ve správnou a spolehlivou dívku. Aby se tak stalo a aby její proměnu přijaly i čtenářky, obklopí autorka tuto dvojici lidmi i událostmi, které tomu všemožně napomůžou.“ Dle Ditmara ale takový předem stanovený pevný autorský záměr se silnými výchovnými prvky s sebou nese nebezpečí naplňování daného schématu. Autorka postavám přiřadila role, z nichž není úniku. Ditmar tvrdí, že toto občas působí křečovitě a i celková Radčina proměna někdy tahá za uši. „Vezmeme-li však v potaz, že se jedná o autorčinu prvotinu, lze přiznat autorce viditelnou snahu i vypravěčskou schopnost o něčem pozitivním čtenářky přesvědčit.“ To podle Ditmara není nakonec zase tak málo.
Jana Hoffmannová ve svém zhodnocení literární stylizace vyjadřování mladých zaujala negativní postoj vůči romantickým pasážím, které jsou podle ní „servírovány ve velice konfekčním a banálním jazykovém balení“.
Pavel Mandys uvedl, že prvotina Lenky Lanczové přišla na český knižní trh v době, kdy žánr dívčího románu nebyla příliš zavedený a nakladatelé vydávali pro dívky především prověřená díla (pamětnické texty Vlasty Javořické) a teprve se začínaly objevovat první svazky edice Harlequin a další překladové texty. Román Počkej na mě, Radko! odstartoval rozkvět typických dívčím románů.
Kateřina Huňková napsala, že díky knize Počkej na mě, Radko!, která se jí velmi zalíbila a ráda se k ní vrací, se přihlásila do knihovny a vypůjčila si další knihy Lenky Lanczové.
Ve vydání časopisu Zlatý máj z června 1997 v článku o průzkumu dětského čtenářství, který byl proveden na základní škole ve Smiřicích u žáků 6. a 9. třídy v dotazníku na otázku nejoblíbenější kniha se román Počkej na mě, Radko! objevil nejčastěji. Zároveň byla Lenka Lanczová nejčtenější autorkou mezi dívkami.